# Sybra signata
Sybra signata là một loài bọ cánh cứng trong họ Cerambycidae.